# Aupaluk
Aupaluk (in lingua inuktitut: ᐊᐅᐸᓗᒃ) è un villaggio inuit del Canada, situato nella provincia del Québec, nella regione di Nord-du-Québec.